# 小行星8839
小行星8839（英語：8839 Novichkova）是一颗围绕太阳公转的小行星。1989年10月24日，柳德米拉·切爾尼赫在纳昂切尼奇发现了此天体。
这颗小行星的绝对星等为179.6153714102275等。